# ゾイドリバースセンチュリー
ゾイドリバースセンチュリー (ZOIDS REBIRTH CENTURY) は、玩具メーカータカラトミーと『電撃ホビーマガジン』誌がゾイド誕生25周年を記念し2008年から翌2009年まで共同企画した玩具シリーズ。旧シリーズからの復刻（キングゴジュラスなど）と新規キット（ドスゴドスなど）で構成されている。

## 概要
第一次大陸間戦争末期（ZAC2056年）以降を舞台とし、ゾイドバトルストーリーで語られなかったエピソードが語られる。

## 主な登場人物

### ヘリック共和国
ヘリック大統領（ヘリック・ムーロアII世）
ヘリック共和国初代大統領。要職に付きながら、最終決戦では自ら総司令としてゾイドに乗り最前線で戦った。キングゴジュラスにグローバリーIII世号に使われていたオーバーテクノロジーを組み込み、戦争終結への切り札としたが、突如巻き起こった惑星Zi大異変により、キングゴジュラスは行動不能となったため、この存在を葬るべく乗機を自爆させ、暗黒大陸から脱出した。脱出の途中、偶然にもゼネバスの娘にして自身の姪であるエレナを保護し、彼女を仲介役としてガイロス帝国との和平に乗り出したが、帝国がさらなる戦火を望んでキングゴジュラスのオーバーテクノロジーを悪用しようとしていると知り、部下たちに挙兵を指示した。リーバンテ島攻略作戦の後、快く部下を迎えたが、その胸中には、自らの行いが新たな争いを引き起こしたことに対する、後悔と苦悩の想いが渦巻いていた。敵対していた腹違いの弟ゼネバスには、敵愾心よりも憐憫と同情の念を抱いており、最後まで和解を望んでいたが、実現しなかった。ゾイドバトルストーリーの登場人物#ヘリック共和国も参照のこと。
乗機：キングゴジュラス
ウィル・クレイグ
ヘリック共和国軍大尉。まだ若年ながらも、共和国軍の暗黒大陸上陸作戦「リベンジ・オブ・リバー」に従軍し、最後まで戦い抜いたエースパイロットの一人。その後はゴドスの改良新型機であるドスゴドスのテストパイロットとして活動していたが、西方大陸のカシル村で行われたヘリック共和国とガイロス帝国の和平交渉会談の際には護衛兵として参加し、そこでエレナとヘリックの抹殺を目論む帝国軍と再び相見えることになる。本格的な戦争が始まったリーバンテ島での戦いでは、ログ大佐のバリゲーターTSと連携して進軍、途中でフォストのヴァルガやローアンのクリムゾンホーンの妨害に遭いつつも、島の中枢への侵入に成功し、そこでオルドヴァインとメリルの関係を知らされるが、最終的には彼女を受け入れ、崩壊する島から共に脱出した。後にドスゴドスのさらなる改良機であるティガゴドスに乗り換え、基地内で暴れまわる鹵獲ヴァルガを撃破する活躍を見せた。
乗機：ドスゴドス、ティガゴドス
リーデン・クルーガー
ヘリック共和国軍少佐。暗黒大陸におけるチェピンでの最終決戦ではログ大佐と共に大統領の護衛を務め、リーバンテ島での戦いではエクスグランチュラに乗って従軍した。その後は中央大陸と暗黒大陸への海路が氷結した機会を見計らい、ログ大佐と共にキングライガーによる暗黒大陸への強行偵察の任務を負う。ちなみに彼こそウィルにゾイドに操縦技術を教え、そして暗黒大陸での戦いの最中にゼネバスの娘であるエレナを発見、保護した男である。
乗機：ゴジュラス・マークII量産型、エクスグランチュラ、キングライガー
リル・メリル
ドスゴドス専属の女性技術技師長で、まだ学生という身分でありながらゾイド工学の権威という才媛。開戦前はウィルと共にドスゴドスの運用試験を行っていたが、カシル村での帝国軍強襲事件の後、回収した敵ゾイドの残骸とヴァルガとの戦闘データから、ガイロス帝国軍がキングゴジュラスのオーバーテクノロジーを解析して、それを戦力として取り込んでいることを突き止めた。実はガイロス帝国のケネス・オルドヴァインとは父娘であり、裏で情報交換を行っていたことが判明するが、彼女自身は父の行いを止めようと考えており、キングライガーでリーバンテ島に乗り込みケネスと再会するも、父を説得することは出来ずにウィルと共に帰還。その後は自ら軍の査問会に出頭し、身柄を拘束されている。
乗機：グスタフ、キングライガー
ロー・ホイストナー
ヘリック共和国軍の将軍で共和国北西方面の司令官。かねてよりガイロス帝国軍の不穏な動きに感付いており、ウィルやリルと共に新型ゾイドの開発に注力していた。
ログ・バイス
ヘリック共和国軍大佐。暗黒大陸におけるチェピンでの最終決戦ではリーデン少佐と共に大統領の護衛を務め、リーバンテ島での戦いではバリゲーターTSに乗って従軍した。所属は海兵隊であり、水中用ゾイドの扱いに長けているが、必要と在ればゴジュラスやキングライガーなど陸上型ゾイドに乗っての作戦行動も取る。階級ではウィルよりも上であるが、搭乗する機体のコンセプトの関係上か、劇中ではドスゴドスの支援に徹している。
乗機：ゴジュラス・マークII量産型、バリゲーターTS、キングライガー
アンヌ・ルイズ
階級不明。「GRZ-011 クリムゾンホーン」商品パッケージ後面にて紹介されている。リーバンテ島上陸作戦にも参加。おとなしい性格であるが、「ハイにならないトリガーハッピー」と密かに恐れられているという。
乗機：エクスグランチュラ
ライマンド
階級不明。「ドスゴドスオールドカラーVer」商品パッケージ後面にて紹介されている。暗黒大陸の辺境にあるシヒナザ基地の老整備兵。かつて名うてのゴドス乗りとして勇名を馳せた。基地に一機のみ配備されたドスゴドスの機体色が気に入らず勝手に旧ゴドス風に塗装し直し、基地を襲撃した帝国軍と交戦した。
乗機：ドスゴドスオールドカラーVer

### ガイロス帝国
エレナ・ムーロア
ニカイドス島での戦いで、父ゼネバスと共にガイロス帝国によって暗黒大陸へ連れ去られていた旧ゼネバス帝国皇女。その後の詳しい経緯は不明であるが、 チェピンでの戦いの最中、ログ大佐に保護され故郷の中央大陸へと帰還を果たす。父と違って温和な性格で、父のライバルであったヘリック大統領の意思を理解、尊重しており、自らガイロス帝国との和平仲介役を買って出るが、それを快く思わない帝国軍部強硬派にヘリックともども命を狙われることになり、帝国からは切り捨てられた。後の二代目共和国大統領ルイーズ・エレナ・キャムフォードその人である。
ローアン・ザグーリ
ガイロス帝国軍諜報部特佐にしてヘリック共和国との徹底抗戦を唱える軍部強硬派の筆頭。己の栄達と自軍の勝利のみを考える策士であり、ゼネバスを暗黒大陸へ亡命させ、そしてガイロス帝国がゼネバス帝国を吸収したのも、彼の策略によるものとされる。かつてはゼネバス帝国軍で優秀なレッドホーンのパイロットとして名を馳せた過去を持ち、そのレッドホーンの後継機たるクリムゾンホーンでリーバンテ島の戦いに参戦。最後には島ごと共和国軍を海に沈めようと目論み、島を維持する重力制御装置を解除して撤退した。
乗機：クリムゾンホーン
フォスト・ランベルク
ガイロス帝国皇帝親衛隊少佐。共和国との停戦を快く思わない軍部の強硬主義者の一人で戦士としてのプライドが極めて高い。西方大陸レッドラスト砂漠のカシル村で行われる共和国と帝国との和平会談の場にヴァルガとヘルディガンナーの部隊を率いて強襲、エレナとヘリックの命を狙った。リーバンテ島での戦いにおいてもウィルのドスゴドスとリーデンのエクスグランチュラを相手に激闘を繰り広げ、そのウィルを己のライバルと認めつつザグーリやケネスと共に島から退避し姿を消した。
乗機：ヴァルガ
ケネス・オルドヴァイン
かつては旧ゼネバス帝国の科学者であったが、「旧ゾイド人の科学の再生」の理念のもと暗黒大陸に亡命したガイロス帝国の技術将校。暗黒大陸戦争時、共和国を苦しめたギル・ベイダーを生み出した張本人で、戦争停止後はキングゴジュラスの残骸を回収するよう進言し、同機に搭載されていたオーバーテクノロジーの実用化を推進している。そのオーバーテクノロジーを利用して、重力波制御システムや無人ゾイド遠隔操作システムを生み出し、他にもダークネシオスに使われた「DLS」などを開発した。目的のためなら戦火の拡大も厭わないマッドサイエンティストで、共和国で働く娘のリル・メリルにスパイをさせていたが、やがて思想の違いから袂を分かっている。
ヴァシリ・マグネン
暗黒大陸の湾岸基地に勤める技術将校で階級は大尉。大異変以降の惑星全体に吹き荒れる強力な磁気嵐によって、殆どの飛行ゾイドが使用不能となっている中で、ジャイロクラフターの有用性に気付いた唯一の人物。軍人ではないが共和国軍の度重なる強行偵察に対し、自らガルタイガーGCに乗り込んで迎撃に当たり、見事、共和国偵察部隊を撤退に追い込んだ。なお、死亡した彼の息子はかつてガルタイガーの開発主任であり、そのため、ガルタイガーそのものを自身の子供のように考えている。
乗機：ガルタイガーGC
ヨドン・グリコフ
暗黒大陸の湾岸基地に勤める技術将校。マグネン大尉の補佐を担っており、同基地を切り捨てようとする軍上層部を苦々しく思っている。一方でマグネン大尉を師父のように慕い、信頼している。
クリスティーナ・グルツマッハー
階級不明。「GRZ-011 クリムゾンホーン」商品パッケージ後面にて紹介されている。クリムゾンホーン開発時のテストパイロット。旧ゼネバス帝国軍ではレッドホーンを駆って活躍した。睡眠に入るとなかなか目を覚まさないため、「眠り姫」の愛称で親しまれている。
乗機：クリムゾンホーン

## 販売キット
- HRZ-001 キングゴジュラス
- GRZ-002 ギルベイダー
- GRZ-003 ヘルディガンナー
- GRZ-004 ダークネシオス
- HRZ-005 ドスゴドス
- HRZ-006 エクスグランチュラ
- GRZ-007 ジークドーベル
- HRZ-008 バリゲーターTS
- GRZ-009 ヴァルガ
- HRZ-010 ティガゴドス
- GRZ-011 クリムゾンホーン
- HRZ-012 キングライガー
- GRZ-013 ガルタイガーGC
- ドスゴドスオールドカラーVer
- ヴァルガ共和国軍仕様